# オボロナアゲハ/もしも
「オボロナアゲハ／もしも」は、日本のミクスチャーロックバンド・ORANGE RANGEの通算22枚目のシングル。

## 概要
前作「瞳の先に」以来3年9ヶ月ぶりとなるシングル。SPEEDSTAR RECORDS移籍後初めてのCDシングルであり、インディーズになって初のCDシングル。また、メジャーデビュー後としては初となる両A面シングルである。メンバーはこのA面の2曲を「両極端な曲」であると語っている。
初回限定盤には2012年（平成24年）のライブツアー『NEO POP STANDARD』のライブ音源が3曲収録される。

## 収録曲
- 作詞・作曲：ORANGE RANGE

### 通常盤
1. オボロナアゲハ [4:04]
メイン作曲はYOH[2]。歌詞はYOHを中心に、ボーカル3人が自分のパートを書いていくという方式で書かれ[1]、曲名もYOHがつけた[3]。「ライブで育っていく曲」であり[1]、シングル発売に先立って、ライブツアー『RWD← SCREAM 013』で披露された[2]。
PVの映像ディレクターはmaxilla[4]。
2. もしも [3:53]
メイン作曲はNAOTO[2]。作詞はほぼすべてHIROKIが担当した、ピュアなラブソング[5]。
PVの映像ディレクターは山口保幸[6]。
3. となりのジョセフィーン [3:22]
同窓会をテーマにした曲。タイトルは、歌詞中の「隣の女性は」がNAOTOには「隣のジョセフィーンは」と聴こえたことから[5]。

### 完全初回生産限定盤
1. オボロナアゲハ
2. もしも
3. となりのジョセフィーン
4. Restart
5. Hello Sunshine Hello Future
6. Baby Baby
M-4,5,6 は『LIVE TOUR 012 ～NEO POP STANDARD～』のライブ音源。原曲はすべて『NEO POP STANDARD』に収録されている。

## 関連情報

### 参加ミュージシャン
- 有松益男：ドラム (M-1)
- 桜井正宏：ドラム (M-2)

### 収録アルバム
- オボロナアゲハ
  - 『spark』
- もしも
  - 『spark』